# 耒水
耒水（らいすい、Lei River、簡体字: 耒水、拼音: Lĕi shuǐ）は、中華人民共和国湖南省を流れる湘江の最長の支流。別名は「耒河」ともいい、流域は湖南省の東南部一帯（郴州市および衡陽市市域）を覆う。耒水沿いの主な町には耒陽市がある。
桂東県の石門山に発し、桂東県、汝城県、資興市、郴州市蘇仙区、永興県、耒陽市を経て、衡陽市中心部の5キロメートル下流で湘江に合流する。本流の全長は439キロメートル、流域面積は11,905平方キロメートルに達する。流域の年平均降雨量は1,534mm と多く、年平均気温は17.1℃。
耒水は、黄草坪より上流では漚江と称する。黄草坪から下流、橋口墟の下流8キロメートルで左岸から郴水（ちんすい）が合流する地点までは作東江と称する。郴水合流後に耒水という名に変わる。

## 水質
耒水の水質は1990年代中期以前は良好だった。2005年、上流の郴州地区でヒ素が標準より多い現象が起こっている。しかし総体的に見て、耒水の水質は比較的優良といえる。

## 産業
耒水は漁業資源が豊富で、伝統的に「四大家魚」と呼ばれる魚（青・草・鰱・鱅）とエビ・カニ・貝類が多く獲れる。2006年には、遙田水力発電所のダム湖で、「生きた化石」と言われ中国の国家一級保護野生動物に指定されている絶滅危惧種・カラチョウザメ（中華鱘）が発見された。下流の湘江合流点には江口鳥洲という中州があり、野鳥が数十万羽生息する群生地となっている。
上流の黄市鎮では竹などの資源が豊富で、竹林が広がるその景観は「黄市竹海」と称される。耒水は山岳地帯や丘陵地帯を経て流れているため、流域では森林が密に茂り、木材の生産も盛んである。
耒水流域には遙田水力発電所があり、耒中水力発電所も建設中である。その他、郷鎮企業が経営する小規模な水力発電所・火力発電所は29か所を数える。